# Стоун-Гарбор (Нью-Джерсі)
Стоун-Гарбор (англ. Stone Harbor) — місто (англ. borough) в США, в окрузі Кейп-Мей штату Нью-Джерсі. Населення — 796 осіб (2020).

## Географія
Стоун-Гарбор розташований за координатами 39°2′30″ пн. ш. 74°46′8″ зх. д. / 39.04167° пн. ш. 74.76889° зх. д. (39.041670, -74.768777).  За даними Бюро перепису населення США в 2010 році місто мало площу 5,08 км², з яких 3,62 км² — суходіл та 1,46 км² — водойми. В 2017 році площа становила 5,68 км², з яких 3,74 км² — суходіл та 1,95 км² — водойми.

### Клімат
| Клімат : Стоун-Гарбор   | Клімат : Стоун-Гарбор | Клімат : Стоун-Гарбор | Клімат : Стоун-Гарбор | Клімат : Стоун-Гарбор | Клімат : Стоун-Гарбор | Клімат : Стоун-Гарбор | Клімат : Стоун-Гарбор | Клімат : Стоун-Гарбор | Клімат : Стоун-Гарбор | Клімат : Стоун-Гарбор | Клімат : Стоун-Гарбор | Клімат : Стоун-Гарбор | Клімат : Стоун-Гарбор |
| Показник                | Січ.                  | Лют.                  | Бер.                  | Квіт.                 | Трав.                 | Черв.                 | Лип.                  | Серп.                 | Вер.                  | Жовт.                 | Лист.                 | Груд.                 | Рік                   |
| Середній максимум, °C   | 5,7                   | 6,7                   | 10,5                  | 15,8                  | 20,9                  | 25,8                  | 28,5                  | 27,7                  | 24,5                  | 19,0                  | 13,6                  | 8,3                   | 17,3                  |
| Середня температура, °C | 1,4                   | 2,4                   | 6,1                   | 11,3                  | 16,3                  | 21,5                  | 24,4                  | 23,7                  | 20,2                  | 14,4                  | 9,2                   | 4,0                   | 12,9                  |
| Середній мінімум, °C    | −2,8                  | −1,8                  | 1,6                   | 6,7                   | 11,8                  | 17,2                  | 20,2                  | 19,7                  | 15,9                  | 9,8                   | 4,7                   | −0,2                  | 8,6                   |
| Норма опадів, мм        | 85                    | 73                    | 107                   | 93                    | 90                    | 82                    | 97                    | 107                   | 86                    | 92                    | 84                    | 93                    | 1088                  |
| Вологість повітря, %    | 66.3                  | 65.1                  | 63.1                  | 61.6                  | 66.1                  | 70.9                  | 70.0                  | 73.3                  | 70.4                  | 69.3                  | 67.9                  | 66.8                  | 67.6                  |
| ----------------------- | --------------------- | --------------------- | --------------------- | --------------------- | --------------------- | --------------------- | --------------------- | --------------------- | --------------------- | --------------------- | --------------------- | --------------------- | --------------------- |
| Джерело: PRISM          |                       |                       |                       |                       |                       |                       |                       |                       |                       |                       |                       |                       |                       |

## Демографія
Згідно з переписом 2010 року, у селищі мешкало 866 осіб у 441 домогосподарстві у складі 256 родин. Було 3247 помешкань
Расовий склад населення:
| - 97,1 % — білих - 1,6 % — чорних або афроамериканців - 0,1 % — азіатів |

До двох чи більше рас належало 0,5 %. Частка іспаномовних становила 3,3 % від усіх жителів.
За віковим діапазоном населення розподілялося таким чином: 10,9 % — особи молодші 18 років, 47,5 % — особи у віці 18—64 років, 41,6 % — особи у віці 65 років та старші. Медіана віку мешканця становила 60,6 року. На 100 осіб жіночої статі у селищі припадало 89,9 чоловіків;  на 100 жінок у віці від 18 років та старших — 84,2 чоловіків також старших 18 років.
Середній дохід на одне домашнє господарство  становив 153 011 долар США (медіана — 81 111), а середній дохід на одну сім'ю — 187 803 долари (медіана — 98 750). Медіана доходів становила 103 929 доларів для чоловіків та 39 659 доларів для жінок. За межею бідності перебувало 7,0 % осіб, у тому числі 2,4 % дітей у віці до 18 років та 7,2 % осіб у віці 65 років та старших.
Цивільне працевлаштоване населення становило 366 осіб. Основні галузі зайнятості: освіта, охорона здоров'я та соціальна допомога — 22,7 %, роздрібна торгівля — 17,5 %, мистецтво, розваги та відпочинок — 12,8 %, науковці, спеціалісти, менеджери — 12,6 %.